# Valère Dumortier
Valère Désiré Joseph Dumortier, né à Wasmes le 2 avril 1848 et décédé le 4 juin 1903 à Saint-Gilles (Bruxelles), est un architecte belge.

## Biographie
Sa famille s'est établie à Laeken et dès 1867 il commence sa formation comme dessinateur dans l'atelier de Joseph Poelaert et comme conducteur de travaux pour l'église de Laeken en construction.
Après cette formation, il établit son cabinet d'architecte personnel au 139 boulevard du Hainaut. Il fonde à 24 ans avec quelques jeunes confrères la Société centrale d'architecture de Belgique dont il est président. Il figure aussi en 1874 comme fondateur de la revue L'Émulation.
Il est initié en 1879 dans la loge bruxelloise des Amis philanthropes.